# Agua de Panteón de Corralitos
Agua de Panteón de Corralitos är en ort i Mexiko.   Den ligger i kommunen Leonardo Bravo och delstaten Guerrero, i den södra delen av landet, 210 km söder om huvudstaden Mexico City. Agua de Panteón de Corralitos ligger 2 467 meter över havet och antalet invånare är 290.
Terrängen runt Agua de Panteón de Corralitos är kuperad åt nordost, men åt sydväst är den bergig. Agua de Panteón de Corralitos ligger uppe på en höjd. Runt Agua de Panteón de Corralitos är det ganska glesbefolkat, med 21 invånare per kvadratkilometer. Närmaste större samhälle är Chichihualco, 19,8 km öster om Agua de Panteón de Corralitos. I omgivningarna runt Agua de Panteón de Corralitos växer i huvudsak blandskog.